# Rhipidolestes bastiaani
Rhipidolestes bastiaani är en trollsländeart som beskrevs av Zhu och Yang 1998. Rhipidolestes bastiaani ingår i släktet Rhipidolestes och familjen Megapodagrionidae. IUCN kategoriserar arten globalt som otillräckligt studerad. Inga underarter finns listade i Catalogue of Life.